# Emberiza calandra
El triguero (Emberiza calandra) es una especie de ave paseriforme de la familia Emberizidae, que se distribuye por buena parte del Viejo Mundo.

## Descripción
El triguero es un ave pequeña, aunque de las mayores dentro de los escribanos. Mide entre 16 y 19 cm.
Su plumaje es pardo, parecido al de las alondras. 
Manto pardusco y listado, mientras que el vientre y el pecho son blancos con pequeñas listas oscuras. 
La cola carece de las bandas exteriores blancas que otros escribanos. No hay diferencias notables entre macho y hembra.
Tiene un pico bastante grueso, negruzco por encima y amarillento por debajo.

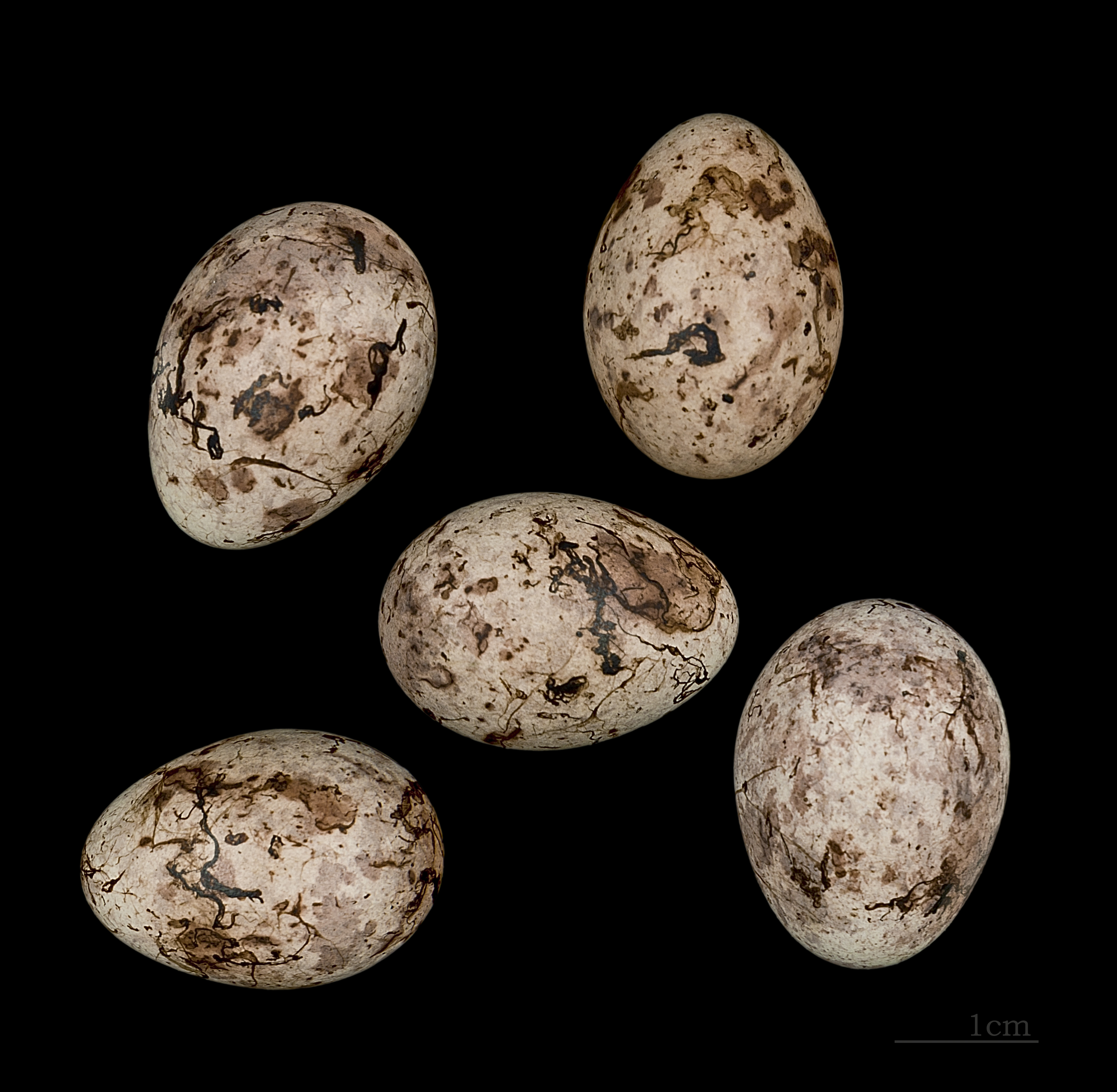
Huevos de triguero.

### Canto
Canto del triguero:  
El  triguero puede ser escuchado todo el año, pero es en la época de cría cuando es más fácil, gracias a los machos que cantan en posaderos elevados, para marcar su territorio.
El canto es una estrofa repetitiva, metálica y breve. El tono suele ir in crescendo, terminado con un fuerte chirrido.

## Distribución y hábitat
Residente en el sur y centro de Europa, norte de África y Asia hasta Mongolia.
En las zonas más frías de Centroeuropa y de Asia la especie solo cría, emigrando a zonas más cálidas en invierno.
Habita sobre todo en zonas abiertas, ya sean áreas de cultivo o de matorral bajo. Gusta de perchas elevadas para cantar.
Sus poblaciones han bajado mucho desde los años 60 en Europa occidental a causa de las prácticas agrícolas intensivas. Aun así solo su población europea se estima entre 16 y 44 millones de ejemplares. España alberga las mayores poblaciones de triguero de Europa.

## Taxonomía
Lo describió Linneo en 1758 como Emberiza calandra. Posteriormente se lo había incluido en el género Miliaria, como único representante del mismo, aunque los más recientes estudios indican que no hay diferencias suficientes como para sacarlo del género Emberiza.

### Subespecies
- Emberiza calandra calandra[7]  Linneo, 1758 Canarias, África del Norte y Europa hasta el Cáucaso y Asia Menor.
- Emberiza calandra buturlini[7]  H. Johansen, 1907 Desde Turquía hasta el oeste de China, pasando por Irak y Afganistán.

## Comportamiento

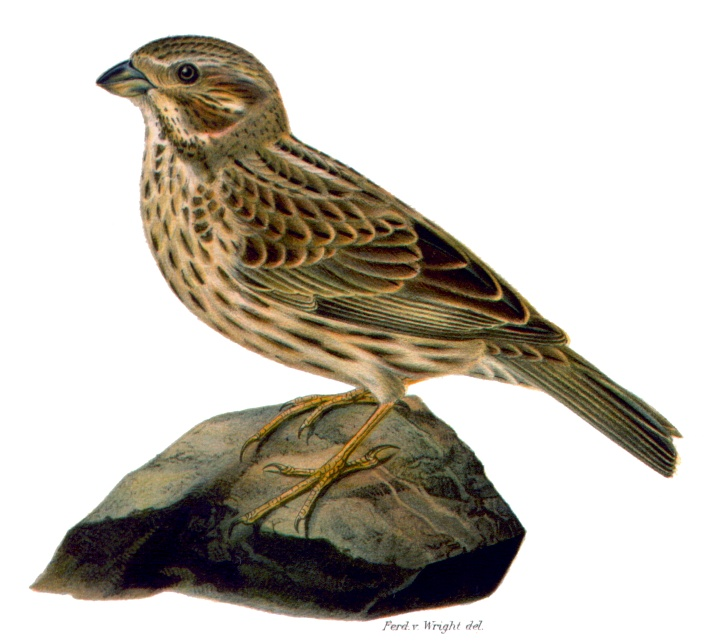
Dibujo de un triguero por Ferdinand von Wright a finales del.

No es muy tímido, siendo fácil de ver a los machos reclamando en el celo. 
Se mueve en pequeños grupos poco cohesionados en invierno. En la época de cría, que en esta especie va de abril a agosto, los machos defienden los territorios. Los machos son en muchas ocasiones polígamos.
Su alimentación se basa principalmente en semillas, frutos, brotes, e insectos.
El nido es un pequeño cuenco de hierba en el suelo. Su construcción no es muy elaborada y depende fundamentalmente de la hembra. La hembra pone normalmente entre tres y cinco huevos. 
Los huevos varían entre el blanco y un pardo claro, moteados irregularmente. Son comunes dos e incluso tres puestas en una temporada.